# La Cofradía, Peribán
La Cofradía är en ort i Mexiko.   Den ligger i kommunen Peribán och delstaten Michoacán de Ocampo, i den södra delen av landet, 300 km väster om huvudstaden Mexico City. La Cofradía ligger 1 358 meter över havet och antalet invånare är 247.
Terrängen runt La Cofradía är huvudsakligen kuperad, men åt nordväst är den platt. Runt La Cofradía är det ganska tätbefolkat, med 93 invånare per kvadratkilometer. Närmaste större samhälle är Peribán de Ramos, 6,5 km sydost om La Cofradía. Omgivningarna runt La Cofradía är en mosaik av jordbruksmark och naturlig växtlighet.